# GCK Lions
GCK Lions (celým názvem: Grasshopper Club Küsnacht Lions) je švýcarský klub ledního hokeje, který sídlí ve městě Küsnacht v kantonu Curych. Založen byl v roce 1932 pod názvem Grasshopper Club Zürich. Klub patřil až do roku 1997 pod mateřský oddíl GCZ. Ve zmiňovaném roce došlo k fúzi s Zürcherem SC, po němž se stal farmářským klubem ZSC. V roce 2000 došlo k další fúzi, tentokráte s SC Küsnacht. Po této fúzi se klub natrvalo přestěhoval z Curychu. Od sezóny 2017/18 působí ve Swiss League, druhé švýcarské nejvyšší soutěži ledního hokeje. Klubové barvy jsou modrá, bílá a červená.
Své domácí zápasy odehrává v Eishalle Küsnacht s kapacitou 2 200 diváků.

## Historické názvy
Zdroj:
- 1932 – Grasshopper Club Zürich
- 1997 – GCZ Lions (Grasshopper Club Zürich Lions)
- 2000 – fúze s SC Küsnacht ⇒ GCK Lions (Grasshopper Club Küsnacht Lions)

## Získané trofeje
- Championnat / National League A ( 1× )
  - 1965/66

## Hokejisté Československa / Česka a Slovenska v dresu GCK Lions
| Hráč                  | Sezona    | Národnost         |
| --------------------- | --------- | ----------------- |
| Ludwig Marek          | 1990/1992 | Švýcarsko · Česko |
| Ivo Prorok            | 2000/2001 | Česko             |
| Jakub Horak           | 2002/2004 | Česko · Švýcarsko |
| Martin Kout           | 1995/2007 | Česko · Švýcarsko |
| Vladimír Vůjtek       | 2005/2006 | Česko             |
| Róbert Petrovický     | 2004/2007 | Slovensko         |
| Milan Bartovič        | 2006/2007 | Slovensko         |
| Rastislav Pavlikovský | 2006/2008 | Slovensko         |
| Radoslav Suchý        | 2006/2010 | Slovensko         |
| Peter Sejna           | 2007/2010 | Slovensko         |

## Přehled ligové účasti
Zdroj:
- 1933–1937: Championnat National (1. ligová úroveň ve Švýcarsku)
- 1937–1945: National League A (1. ligová úroveň ve Švýcarsku)
- 1945–1946: Serie A (2. ligová úroveň ve Švýcarsku)
- 1946–1957: National League A (1. ligová úroveň ve Švýcarsku)
- 1957–1963: National League B Ost (2. ligová úroveň ve Švýcarsku)
- 1963–1968: National League A (1. ligová úroveň ve Švýcarsku)
- 1968–1971: National League B Ost (2. ligová úroveň ve Švýcarsku)
- 1992–1993: 1. Liga (3. ligová úroveň ve Švýcarsku)
- 1993–2017: National League B (2. ligová úroveň ve Švýcarsku)
- 2017– : Swiss League (2. ligová úroveň ve Švýcarsku)

## Účast v mezinárodních pohárech
Zdroj:
Legenda: SP - Spenglerův pohár, EHP - Evropský hokejový pohár, EHL - Evropská hokejová liga, SSix - Super six, IIHFSup - IIHF Superpohár, VC - Victoria Cup, HLMI - Hokejová liga mistrů IIHF, ET - European Trophy, HLM - Hokejová liga mistrů, KP – Kontinentální pohár
- SP 1931 – Základní skupina (5. místo)
- SP 1932 – Zápas o 3. místo
- SP 1933 – Základní skupina A (3. místo)
- SP 1934 – Zápas o 3. místo
- SP 1965 – Základní skupina (3. místo)